# 비지니스 맨 (영화)
비지니스 맨(Business Man)은 인도에서 제작된 푸리 자가나스 감독의 2012년 액션, 코미디, 범죄 영화이다. 마헤쉬 바부 등이 주연으로 출연하였다.

## 출연
- 마헤쉬 바부
- 카잘 아가르왈
- 프라카시 라이
- 사야지 쉰데